# Atomi tömegegység
Az atomi tömegegység vagy „dalton” tömegmértékegység az atomok és molekulák világára. Megállapodás szerint a 12C atom (a szén legstabilabb izotópja) tömegének egy tizenketted része. Egy kémiai elem vagy egy molekula tömegét atomi tömegegységben szokták megadni.
Egy hidrogénatom atomi tömegegysége megközelítőleg 1. Használatát megkönnyíti, hogy az elektronok tömege elhanyagolható a protonok és a neutronok tömegéhez képest, egy n számú protont és neutront tartalmazó atom vagy molekula tömege így csaknem pontosan n lesz.
Jele: u . Magyarul az ATE rövidítést is használják. 
1 u ≈ 1,6605402 · 10−27 kg
(Vagy:
1 u = 1/NA gramm = 1/(1000·NA) kg, (ahol NA az Avogadro-szám)
Egy kémiai elem relatív atomtömege atomjainak átlagos tömege atomi tömegegységben kifejezve. Ez nagyjából a benne lévő nukleonok (proton és neutron) számának felel meg, ahol figyelembe kell venni azt is, hogy több izotópja van a kémiai elemnek valamilyen előfordulási valószínűséggel, ezért ez nem feltétlen egész szám.
A biokémia és a molekuláris biológia (különösen a fehérjékkel kapcsolatban) a „dalton” megnevezést használja az atomi tömegegységre, „Da” vagy d rövidítéssel. Mivel a proteinek nagy molekulák, még tipikusabb a kilodalton nagyságrend használata, amelynek rövidítése „kDa”.
Az atomi tömegegység nem hivatalos SI-mértékegység, de az SI mindkét név használatát elfogadja.
Az atomi tömegegységet gyakran mértékegység nélkül is használja a szakirodalom, amikor egyértelmű, milyen mértékegységről van szó. Régebben az amu rövidítést is használták, elvétve ma is. (Az angol atomic mass unit rövidítése. Mai teljes angol neve unified atomic mass unit, azaz pontos magyar fordításban „egységes atomi tömegegység”.)
A protonok és neutronok tömegének összeadásából számolt tömeg csak közelítés, mivel nem számol az atommagokban jelenlévő kötőenergiával, amely nem határozható meg az atom teljes tömegének bizonyos fix hányadosaként. (Ez a tényező azonban általában kevesebb mint 0,01 u eltérést okoz.)
A kémiai elemek atomtömege mindezek miatt csaknem pontosan egész szám lenne (2, vagy még általánosabban 1%-on belüli különbséggel) és ez csak azért nincs így mégsem, mert egy-egy elem atomtömege a definíció szerint az izotópjainak természetes gyakoriságával súlyozott átlagos érték. (Például a klór relatív atomtömege azért 35,45, mert a természetes izotópgyakoriság 76% Cl-35 (34,96 u) és 24% Cl-37 (36,97 u).
Egy fontos oka az atomi tömegegység használatának, hogy kísérleti úton sokkal könnyebb atomok és molekulák tömegét összemérni (relatív tömegeket megállapítani), mint az abszolút tömegekkel számolni. A relatív tömegek mérésére a tömegspektrométert használják.
Az Amedeo Avogadro olasz kémikusról elnevezett Avogadro-szám, illetve a mól SI-mértékegység (az Avogadro-számnak megfelelően 6,022·1023 darab részecske) úgy került meghatározásra, hogy egy mól, egy u molekuláris tömegű részecske tömege pont egy gramm legyen. Például a víz molekulatömege 18,01508 u, azaz egy mól víz tömege 18,01508 gramm, másképpen egy gramm víz NA/18,01508 ≈ 3,3428-szer 1022 számú molekulát tartalmaz.

## Története
John Dalton kémikus javasolta először, hogy a hidrogénatom tömege legyen az atomi tömegegység. Francis Aston, a tömegspektrométer felfedezője később az oxigén 16-os izotópja tömegének egytizenhatod részét használta alapegységnek.
1961-ig a „fizikai atomi tömegegységet” általánosan Aston meghatározása szerint ismerték el, a „kémiai atomi tömegegység” azonban az oxigénatom átlagos tömegének 16-od része volt (azaz itt a különböző oxigénizotópok természetes előfordulási gyakoriságával súlyoztak). Mindkét egység valamivel kisebb, mint az Elméleti és Alkalmazott Fizika Nemzetközi Szövetsége (International Union of Pure and Applied Physics) által 1960-ban, illetve az Elméleti és Alkalmazott Kémia Nemzetközi Szövetsége (International Union of Pure and Applied Chemistry) által 1961-ben elfogadott egységes atomi tömegegység.